# 布澤涅茨

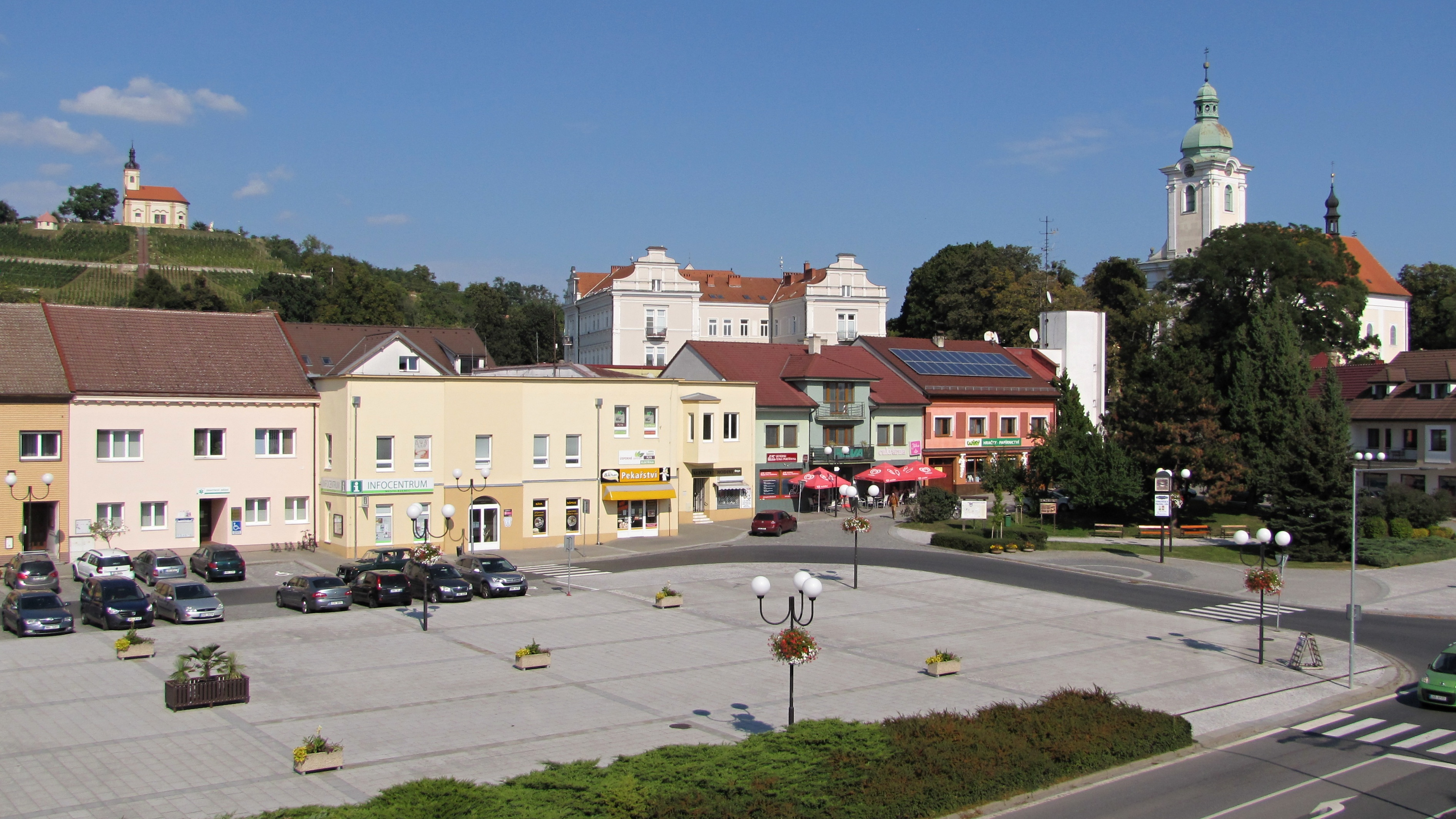

布澤涅茨是捷克的城鎮，位於該國東南部，距離摩拉瓦河畔韋塞利約8公里，由南摩拉維亞州負責管轄，面積40.34平方公里，海拔高度183米，2005年人口4,315。